# Kolędowanie

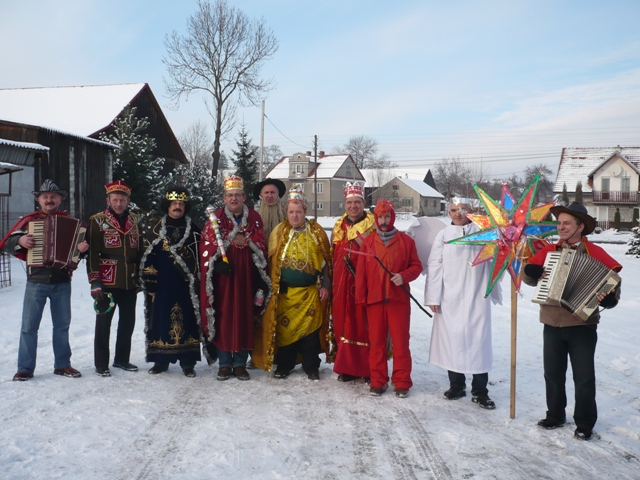
Kolędnicy małopolscy 2008/2009

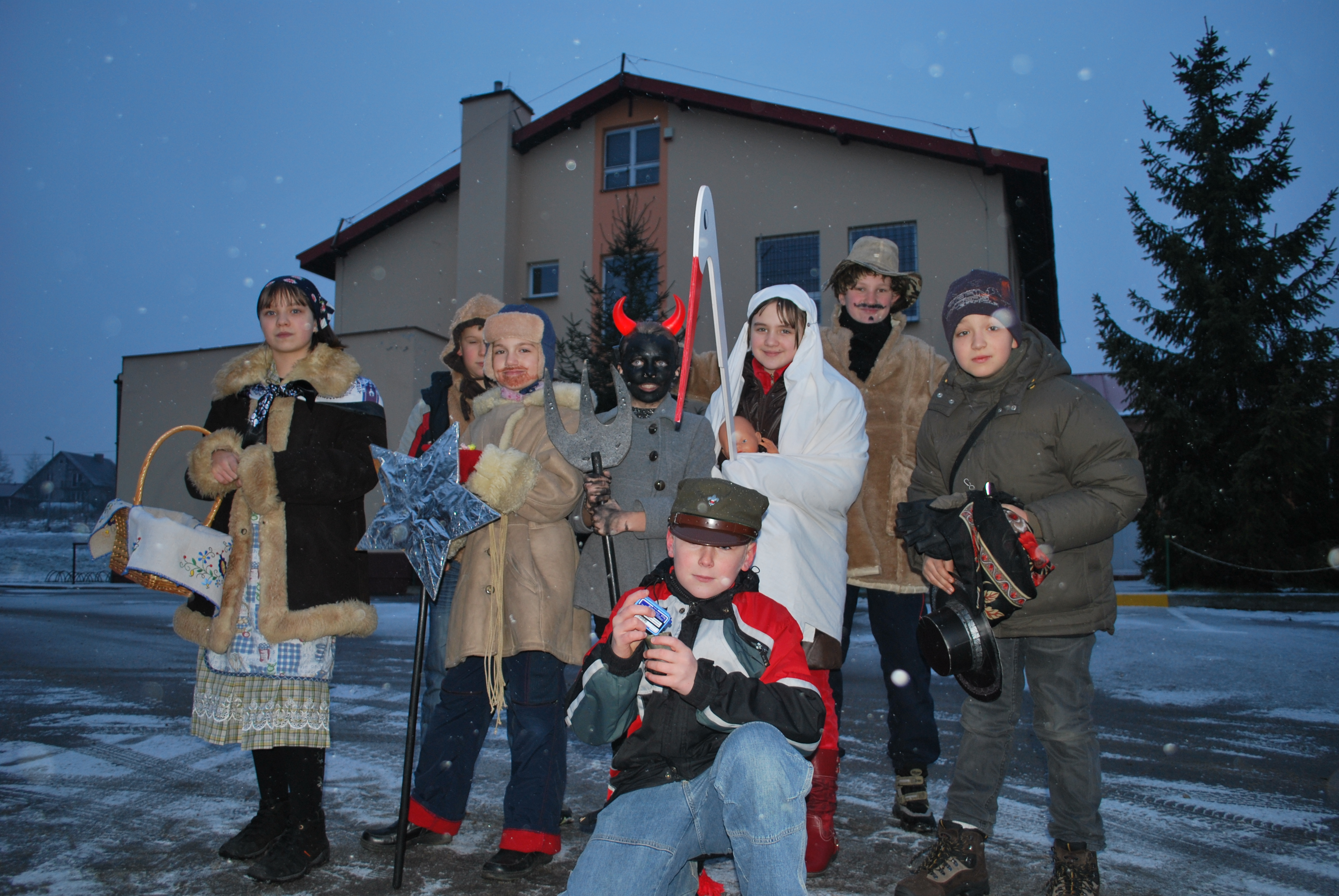
Kolędnicy kaszubscy (Gwiżdże)

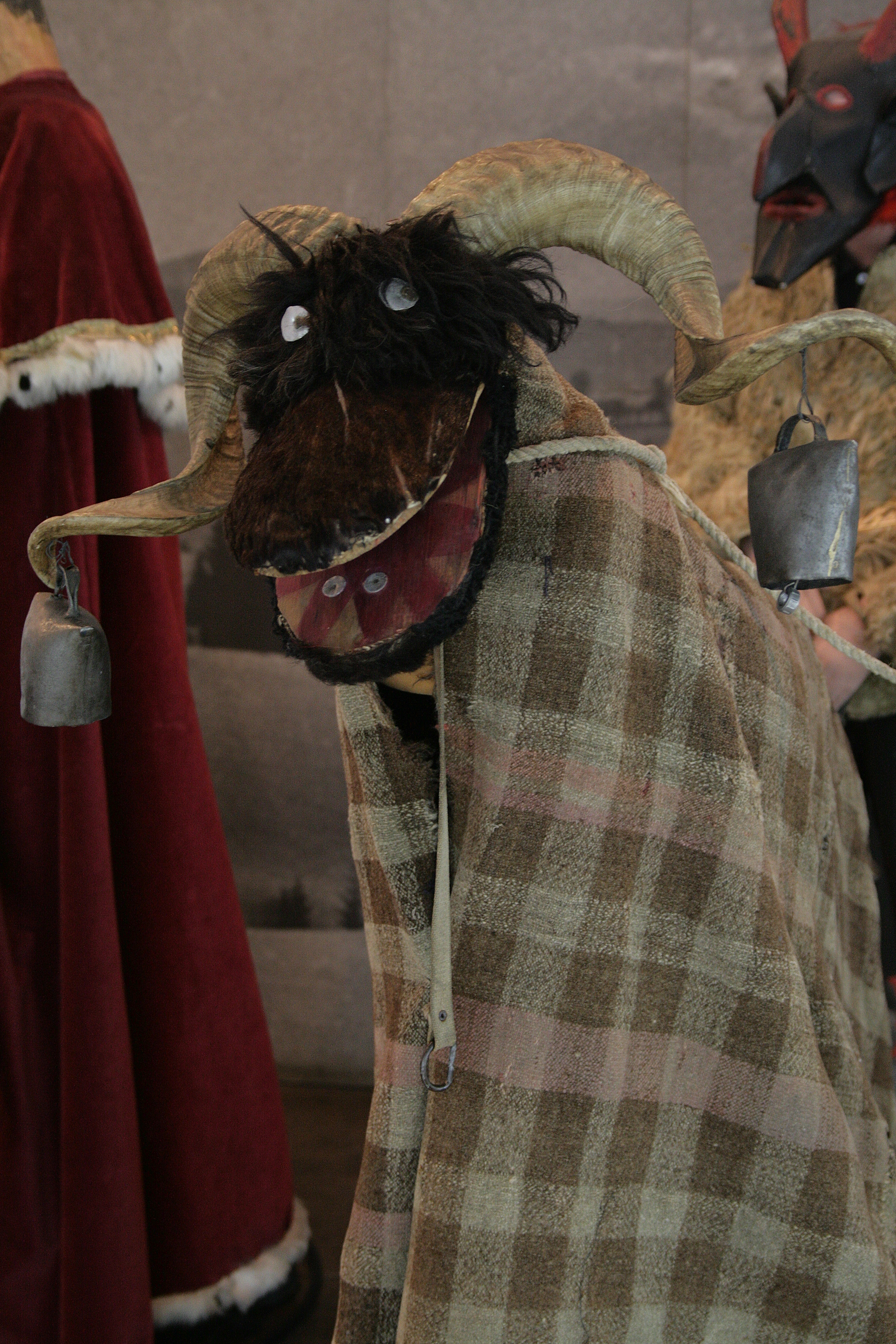
Turoń, Muzeum Etnograficzne w Krakowie

Kolędowanie – obrzęd ludowy praktykowany przede wszystkim w kulturach rolniczych i pasterskich przez Słowian i Rumunów, polegający na tym, że grupy kolędników odwiedzały poszczególne gospodarstwa z życzeniami pomyślności w Nowym Roku, za co otrzymywały od gospodarzy dary w postaci jedzenia lub drobnych datków pieniężnych. Terminem kolęda określano dawniej zarówno sam obrzęd (chodzenie po kolędzie), jak i podarunki składane kolędnikom, a także śpiewane przez nich specjalne pieśni życzące. Dawni Słowianie nazwy tej używali również odnośnie do Święta Godowego. Kolędowaniem nazywano również rytuał obchodzenia domów przez grupy przebierańców z okresie Zapustów i Wielkanocy.

## Geneza i funkcja obrzędu

### Geneza obrzędu
Pierwsze wzmianki o wizytowaniu domostw przez przebranych ludzi w maskach pojawiły się między XIII a XV w. W tekstach tych dość często wyrażona jest dezaprobata dla takich zachowań, gdyż napisane one zostały przez kaznodziejów chrześcijańskich. Kolędowanie pierwotnie związane było z magią wegetacyjną oraz zaklinaniem urodzaju i płodności. Zarówno stroje kolędników, jak i ich zachowania oraz śpiewane lub recytowane przez nich rytualne teksty cechowała wyraźna symbolika płodnościowa i wiara w magiczną moc sprawczą wypowiadanych słów. Wszelkie życzenia, jak i klątwy posiadały większą moc, gdy wypowiadane były nie przez postaci ziemskie, ale przez postaci powiązane z sacrum. Maski oraz przebrania używane w celach rytualnych umożliwiały kolędnikom stawanie się osobnikiem przybyłym z zaświatów. Człowiek w kostiumie nie objawiał już cech ludzkich. Symboliczny związek istniejący pomiędzy przebraniem a jego żywym odpowiednikiem umożliwiał zyskanie wymiaru sakralnego. Dlatego też człowiek, który przebrany był za groźne zwierzę, wykazywać miał cechy tegoż osobnika. Już sama obecność kolędnika, czyli istoty przybyłej z zaświatów związaną ze światem sakralnym była uznawana za dar. Jednak aby ten dar w postaci przybycia czy życzeń miał się spełnić, wymagana była wzajemność. Za życzenia posłane w różnych postaciach należały się podarunki w formie pożywienia, alkoholu lub pieniędzy. Równocześnie wskazuje się na związek dawnego obrzędu kolędowania z kultem zmarłych, wiarą w ich rolę jako „opiekunów płodności i urodzaju”. W późniejszym okresie obrzęd uległ częściowej chrystianizacji. Moment kolędowania początkowo związany był z Nowym Rokiem, który u przedchrześcijańskich Słowian obchodzony był na wiosnę. Wraz z ekspansją chrześcijaństwa oraz ustanowieniem obecnych dat świąt Bożego Narodzenia i Nowego Roku obrzędy kolędnicze usytuowały się przede wszystkim w czasie tzw. Godów (okres od wigilii Bożego Narodzenia do Trzech Króli) w okolicach Ostatków oraz Wielkanocy (kolędowanie wiosenne), choć w zależności od regionu praktykowane były również w innych momentach okresu zimowo-wiosennego. Kolędowanie nie jest zwyczajem wywodzącym się z Polski. Rozmaitość formy tego zwyczaju występują w całej Europie.

### Funkcje obrzędu
Kolędowanie pełniło funkcje religijno-kulturowe powiązane z kultem przodków, magiczne, które zaopatrzyć miały ludzi w szczęście i powodzenie, funkcje recepcyjne i matrymonialne, funkcje gospodarcze, agrarne i hodowlane w związku z życzeniem dobrych plonów oraz społeczne i ludyczne. Z czasem funkcja ludyczna zaczęła przeważać ze względu na zmiany cywilizacyjne, które dokonały się na wsiach.

## Formy obrzędu w Polsce
Istotą kolędowania była obrzędowa wymiana darów. W zamian za życzenia przyjmowane jako pomyślna wróżba urodzaju i powodzenia, gospodarze obdarowywali kolędników świątecznymi smakołykami lub drobnymi datkami. Zarówno forma składania życzeń (śpiewanie, recytowanie, wykrzykiwanie), jak i towarzyszące jej działania (np. przedstawienia kolędnicze, tańce, popisy sprawności) oraz stroje (przebrania) uczestników obrzędu były niezwykle zróżnicowane i zależne od regionu i czasu. W słownikach obsługuje kilka znaczeń: podarunek noworoczny lub wigilijny, bożonarodzeniowy, z dialektalnym rozszerzeniem i uogólnieniem znaczeniowym na dar, podarunek; wiano.

### Zwierzęce maszkary
Popularną formą było kolędowanie z maszkarami zwierzęcymi, któremu towarzyszyło często odgrywanie komicznych scenek oraz straszenie widzów i wyprawianie różnego rodzaju figli. Najbardziej upowszechniły się: turoń, koza lub kozioł, niedźwiedź, koń, kogut, bocian, baran, czyli zwierzęta symbolizujące siłę, zdrowie, życiową energię i płodność. W niektórych regionach kolędnikom towarzyszył żywy koń.
Formą kolędowania było też chodzenie z szopką, w której przy pomocy zestawu kukiełek odgrywano przedstawienia podobne do herodów lub jasełek. Obchód kolędniczy był wyczekiwanym wydarzeniem, a pominięcie domu uważane było za zły znak.
Na Lubelszczyźnie można zaobserwować zwyczaj zwany chodzeniem z kozą. Za kozę przebierał się chłopiec, który przykryty był płachtą, trzymał w ręku kij, na którego końcu usadowiony był kozi łeb wystrugany z buraka lub drewna. Ów kozi łeb nakrywano zajęczą lub baranią skórą, a na czubku głowy usadowione były rogi. Koza bawiła zgromadzonych, figlując i zaczepiając dziewczęta.
Innego rodzaju formą kolędowania był konik. Improwizowany występ przedstawiał taniec konia maszkary, który w szczytowym momencie upada. Pozostali kolędnicy próbują przywrócić go ponownie do życia. Ożywiony koń wstając symbolizuje odrodzenie przyrody. Na południowym Podlasiu archaiczną formą kolędowania jest chodzenie z wężem. Kolędnicy nosili w kieszeni kożucha papierowego lub drewnianego węża, którego wyrzucali do góry, śpiewając kolędy.
W niektórych wsiach Podlasia można było zaobserwować kolędowanie z maszkarami ptaków, podczas którego chłopcy maszerowali od domu do domu z bocianem lub żurawiem zwanymi truską, kluwaczem. Na krańcu kija umieszczony był czerwony dziób, który poprzez pociągnięcie sznurka otwierał się i zamykał. Kolędnicy naśladując klekotanie bociana, zaczepiali dziewczęta.

### Wodzenie gwiazdy
Często spotykane było również kolędowanie z gwiazdą wykonaną z kolorowego papieru, podświetloną od środka, przymocowaną ruchomo do drzewca. Gwiazdę oklejano często kolorową bibułą lub pergaminem, różnego rodzaju wycinankami, pomponami, frędzlami z krepiny czy świętymi obrazkami. Praktyka wodzenia gwiazdy nawiązywała do nowonarodzenia słońca, a po synkretyzmie z chrześcijaństwem zaczęła się wiązać z gwiazdą betlejemską. Trzymający ją kolędnik nazywany był gwiazdorem lub gwiaździchem.
W Święto Trzech Króli często spotykano kolędujących chłopców, którzy przebrani byli za króla Kacpra, Melchiora i Baltazara. Zwyczaj ten był bardzo popularny pod koniec XIX w. Chłopcy nosili korony wykonane z papieru, a ich twarze umazane były sadzą. Na Pomorzu charakterystyczną cechą było hałasowanie przez kolędników diabelskimi skrzypcami oraz burczybasem. Burczybas nie był instrumentem stricte muzycznym, ale narzędziem, które stosowane było w zabiegach magicznych. Używano go w szczególnym czasie, a celem było odstraszenie złych mocy poprzez wydobywany dźwięk. Zdarzało się, że trzej królowie wędrowali z gwiazdą.

### Odgrywanie misteriów
W wielu regionach Polski pojawiały się tzw. herody, czyli grupy odgrywające biblijną opowieść o przyjściu na świat Jezusa, w którą wplatano zabawne wątki ludowe. Ta forma kolędowania sięga średniowiecznych misteriów religijnych, które podczas ważnych świąt dorocznych odgrywane były w kościołach. Tego typu misteria miały miejsce już w XI w. we Francji i Anglii. W Polsce pojawiły się przed wiekiem XIII. Zakazane były przez władze duchowe z racji pogłębiającego się estradowego charakteru, który inadekwatny był do reguł kościelnych. Charakterystycznymi postaciami w grupach kolędniczych byli także: pasterze, trzej królowie, dziad, baba (za postacie kobiece przebierali się również chłopcy), Żyd, śmierć, diabeł, Cygan, Cyganka, żołnierz, policjant, kominiarze, muzykanci. Część z nich zakrywa twarze maskami, które nazywano larwami.

### Kolędowanie w poszczególnych regionach Polski
Na Kaszubach cała grupa powinna liczyć nie mniej niż dziesięć osób. Życzenia składano w postaci wierszowanych oracji lub śpiewając specjalne życzące kolędy, płatano przy tym figle (np. Kominiarz sprawdzał czystość kominka i smarował wszystkich sadzą, a kto go nie dotknął, nie mógł spodziewać się szczęścia; dziewczyny uszczypnięte przez Bociana miały spodziewać się dziecka), recytowano zabawne rymowanki, całemu widowisku towarzyszyła atmosfera ogólnej wesołości.
Na terenie Borów Tucholskich, w niektórych wsiach pospolity gwiżdż w słomianym płaszczu wyparty został przez świętego mikołaja, którego wygląd identyczny jest współczesnej reprezentacji ukazywanej w kulturze popularnej.
W Sławatyczach na południu Podlasia podczas trzech ostatnich dni w roku można spotkać grupy brodaczy. Są to mężczyźni ubrani w brody z lnianego włókna symbolizujące długie życie. Charakterystyczną cechą brodaczy są metrowe czapy zrobione z kolorowych bibułowatych kwiatów oraz maski z długim nosem, baranie kożuchy owinięte słomą nogi oraz kije, na których podrzucają panny, czyli „biorą je na hocki”. Złapane dziewczyny spodziewać się mogą szczęścia w życiu.
W niektórych wsiach Żywiecczyzny można spotkać zwyczaj kolędowania tzw. dziadów. Zwyczaj ten ma miejsce w wieczór sylwestrowy i Nowy Rok. Kolędownicze grupy bywają bardzo liczne, a ich uczestnicy funkcjonują spontanicznie i hałaśliwie. W latach 20. XX w. dziadów zapraszano do domostw, obecnie przyjmowani są na podwórkach. Zdarzają się grupy które wyruszając już w wieczór sylwestrowy, odwiedzają wszystkie zabawy. W momencie pojawienia się dziadów orkiestra gra dla nich specjalnego walca i polkę. W Nowy Rok przebierańcy wędrują po domach wraz z muzykantami zbierając kolędę. Za zbyt skromny datek gospodarzowi należy się kara w postaci różnego rodzaju psot.
Charakterystycznym widowiskiem na południowej Lubelszczyźnie jest dialog bożonarodzeniowy, który uważany jest za jeden z najstarszych widowisk misteryjnych o technice dramatycznej, charakterystycznej dla utworów scenicznych średniowiecza. W występie brało udział kilku mężczyzn, a na widowisko odgrywane w największej chałupie schodzili się wszyscy mieszkańcy wsi.
Inną formą kolędowania jest chodzenie z niebem, które występuje we wsi Błonie pod Szczebrzeszynem w dniu św. Szczepana. Z kolędą domostwa odwiedzają trzej lub czterej chłopcy. Charakterystycznym atrybutem jest kula usadowiona na kiju ozdobiona motywami biblijnymi i ozdobnymi gwiazdkami, a wewnątrz kuli pali się świeczka.

### Podtrzymanie tradycji
W żywej tradycji do dziś kolędowanie jest jeszcze spotykane w niektórych miejscach w Polsce, na Słowacji, w Czechach, Białorusi, Rosji, Ukrainie i Serbii. Prócz tego tradycja ta jest często podtrzymywana przez szkoły, domy kultury, zespoły regionalne, stając się elementem folkloryzmu, a przedstawienia kolędnicze i jasełkowe są bardzo popularne jako forma teatru, prezentowana na różnego rodzaju kolędniczych przeglądach i festiwalach.

## Kolędowanie w innych krajach

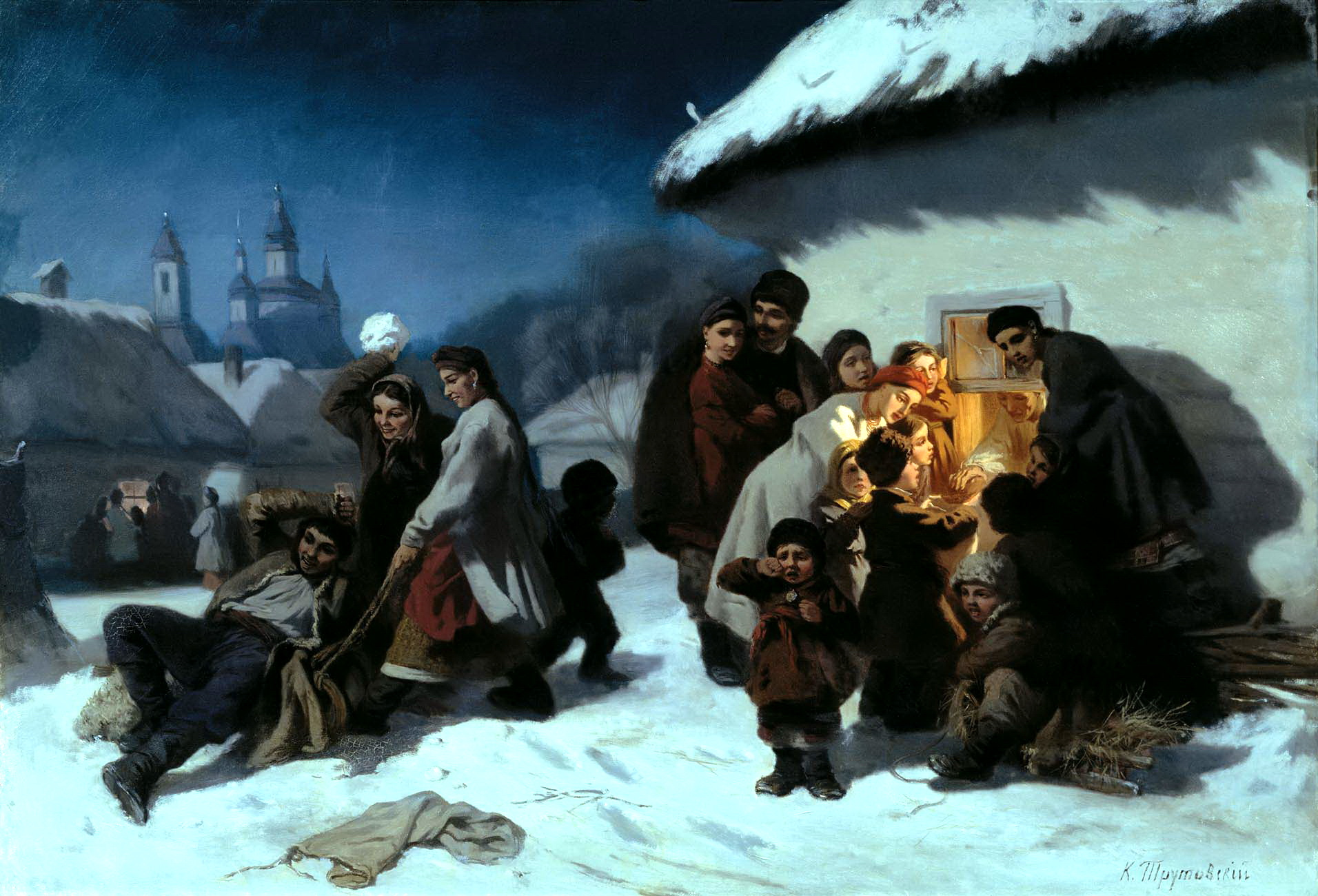
Kolędowanie na Ukrainie – 1864 rok

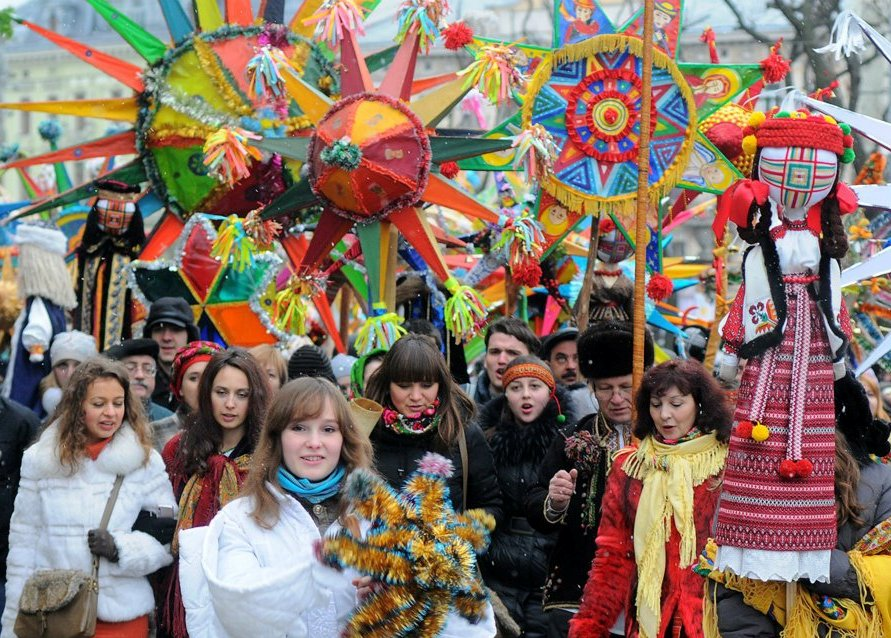
Parada kolędników we Lwowie 2010

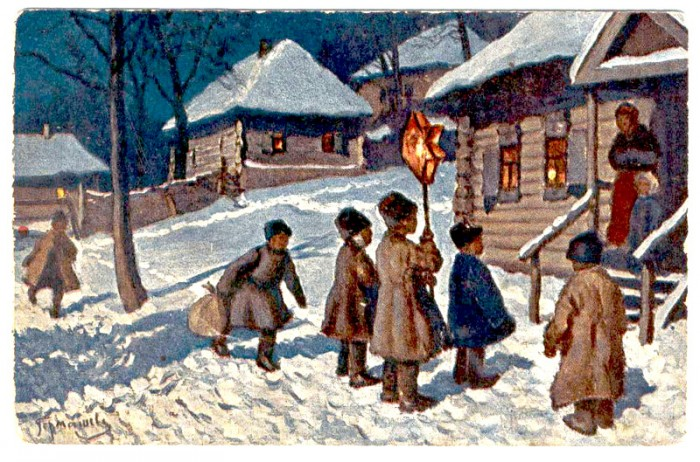
Przyjmowanie kolędników do mieszkania na Białorusi

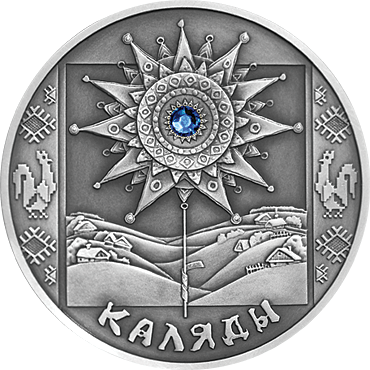
Białoruska moneta Kolęda

### Austria
W Szwajcarii, Słowenii, Bawarii i Austrii mają miejsce tzw. Perchty. Mają one związek z pogańską boginią, której charakterystyczną cechą jest drewniana maska i owcza skóra. Postać ta kojarzona jest z przesileniem zimowym i jest ucieleśnieniem przeznaczenia i śmierci. W austriackim regionie Pongau występują „piękne Perchty” (Schonperchten), które są personifikacją dobra w wielkich, zdobniczych nakryciach głowy, oraz „brzydkie Perchty” (Schiachperchten), które w straszliwych rogatych maskach stanowią odzwierciedlenie zła. Wraz z nimi domy odwiedza horda dziwacznych stworów zapożyczona z podań, baśni, legend czy regionalnej tradycji. Obecnie Perchty traktowane są jako zwiastuny pomyślnego roku i urodzajnych plonów.

### Ukraina
Na Ukrainie popularnym zwyczajem kolędniczym jest wertep, który ma miejsce w pierwszy i drugi dzień Bożego Narodzenia. Nazwa ta wywodzi się z języka staro-cerkiewno-słowiańskiego i oznacza „pieczarę”, „grotę”, czyli miejsce, w którym zgodnie z wierzeniami wyznawców prawosławia narodził się Jezus. Wertep przyjmuję formę wędrownego teatru obrzędowego, w którym to wątek religijny przeplata się z wątkiem obyczajowo-świeckim. Młodzi mężczyźni przebierają się za Heroda, anioła, diabła, trzech króli, Żyda, jego żonę, czorta, biedę oraz śmierć. Część religijna jest stała i często monotonna w przeciwieństwie do części świeckiej, która poprzez improwizacje jest bardzo żywiołowa.

### Bułgaria
Na Bułgarii kolędnicy odwiedzają domy zgodnie ze ściśle określoną tradycją, zaczynając od północy do świtu w Wigilię. Kolędnicy to zazwyczaj mężczyźni, którym towarzyszy starszy mężczyzna, tzw. stenenik. Karierowicz odpowiedzialny jest za noszenie kija zwanego gega. Życząc mieszkańcom zdrowia, szczęścia i bogactwa, śpiewają pieśni. Siła owych pieśni ściga demony. Wraz ze wschodem słońca tracą one swą moc i zatrzymują się na koleduvat. Przygotowania odbywają się już od 20 grudnia. Stroje mężczyzn są strojami tradycyjnymi, świątecznymi ze specjalną ozdobą na czapkach.

### Macedonia
W Macedonii kolędnikami są przeważnie dzieci, które 6 stycznia wczesnym rankiem budzą mieszkańców domostw pieśnią. Wstają między 5 a 11 rano by przygotować się do obchodu całej okolicy i pobliskich wiosek. Śpiewają kolędy lub piosenki o nazwie koledarski pesni. Dzieci nagradzane są pieniędzmi, owocami, słodyczami, czekoladą i innymi prezentami.

### Serbia
W Serbii przygotowania odbywają się na kilka dni przed rozpoczęciem. Maski dzieli się na trzy typy według postaci, które reprezentują: antropomorficzne, zoomorficzne i antropo-zoomorficzne. Przebrania i maski wykonywane są z różnego rodzaju materiałów, tj. hide, suszona skorupa tygrysa, drewna, czarna wełna, włosie końskie, fasoli, malowane rogi, ubrania, owcza i cielęca skóra. Przywódcę grupy kolędniczej nazywa się dziadkiem. W przeddzień kolędy pozostali kolędnicy schodzą się do jego domu, by o północy wspólnie rozpocząć działalność. Przechodząc ulicami wioski, uczestnicy krzyczą, hałasują dzwonkami, grzechotkami, pałkami, szablami. Jedna z uczestniczek nazywana Oblubienicą przebrana za kobietę w ciąży w ręku trzyma kądziel i obraca włókno konopi. Niektórzy z kolędników nazywani są alońnikami, czyli ludźmi opętanymi przez demona ala. W koledari śpiewa się specjalne pieśni, w których to słowo środkowe – wołacz kolęda, wstawia się na środku i końcu każdego wersetu. Koledari, odwiedzając domostwa, wypędzają z nich demony, przeszukując je, krzyczą, tańczą, figlują, stukają pałeczkami w ściany i podłogę. Po wypędzeniu demonów krótko tańczą w koło, by kończąc pobłogosławić dom. Nagrodą jest chleb upieczony specjalnie dla koledari oraz inne prezenty w postaci jedzenia.

## Numizmatyka
W 2006 roku w Polsce wyemitowano dwie monety okolicznościowe związane z kolędowaniem. Monety te miały nominały 2 zł i 20 zł (monetę o nominale 2 zł wyemitowano w nakładzie 600 000 sztuk, zaś monetę o nominale 20 zł wyemitowano w nakładzie 55 000 sztuk). Monety te wchodzą w skład serii monet Polski rok obrzędowy. W 2004 roku Narodowy Bank Republiki Białorusi wyemitował dwie monety okolicznościowe związane z kolędowaniem, monety te miały nominały 1 rubel białoruski i 20 rubli białoruskich. Monety te wchodzą w skład białoruskiej serii monet Święta i obrzędy Białorusinów.